# Dobos László (karnagy, 1956)
Dobos László (Pécs, 1956. április 7.  – ) Erkel Ferenc-díjas zenei rendező, hangmérnök, zenetanár, karnagy. Dobos László karnagy, zenetanár, műfordító fia.
Eddigi pályafutása során több mint 500 zenei kiadványt készített, mint zenei rendező, hangmérnök, valamint számos országban koncertezett, mint karnagy vagy énekes.

## Élete és munkássága
1980-ban a Pécsi Tanárképző Főiskola magyar–ének-zene szakán végezte el tanulmányait. 1985 és 1995 között a pécsi Kodály Zoltán Gimnáziumnál dolgozott mint ének, karvezetés és zeneelmélet tanár. 1985-ben megalapította a Bach Singers nevű együttest, amelynek 1999-ig művészeti vezetője volt.
1981-ben megalapította a do-lá stúdió nevű hangstúdiót, amely komolyzenei hangfelvételek készítésével és megjelentetésével foglalkozik. Megalapítása óta a stúdió mintegy 406 különböző CD-kiadványt adott ki, ezen kívül száznál több hangfelvételt készített, többek között a Hungaroton Classic, a Naxos, a Marco Polo, a Koch Schwann, a Re Nova Classics, a Phaedra, a Dorian, a Gramola, a Brilliant Classics, a Centaur, az OEHMS Classics, és a Somm Records kiadók számára.
1994-től 2011-ig az UniCum Laude énekegyüttes basszistájaként énekelt. Karnagyként többek között vezényelt a Magyar Rádió stúdióhangversenyein és a Nemzeti Filharmónia koncertjein. Énekesi és karnagyi munkássága során külföldi koncerteken is részt vett, többek közt Ausztriában, Németországban, Olaszországban, Franciaországban, Svájcban, Dániában, Spanyolországban, Belgiumban, Hollandiában, Luxemburgban, Finnországban, Romániában, Lengyelországban, Szerbiában a Tajvanon és Izlandon. Eddigi pályafutása alatt több mint 600 zenei kiadványnál (CD, LP és MC) működött közre mint zenei rendező és hangmérnök.
A Zsolnay Örökségkezelő Nonprofit Kft. munkatársaként, a pécsi Kodály Központban dolgozott főállásban, mint akusztikus és zenei rendező 2019-ig. 2015-től a Pannon Filharmonikusok Fesztiválkórus művészeti vezetője Vass Andrással közösen. Nős, felesége Dobosné Pintér Petronella. Két gyermeke, Lóránt (1981) és Linda (1984).

## Díjai, elismerései
- 2012 – Erkel Ferenc-díj[1]
- 2022 – Lickl-díj[2]